# Hervorragender Jungaktivist

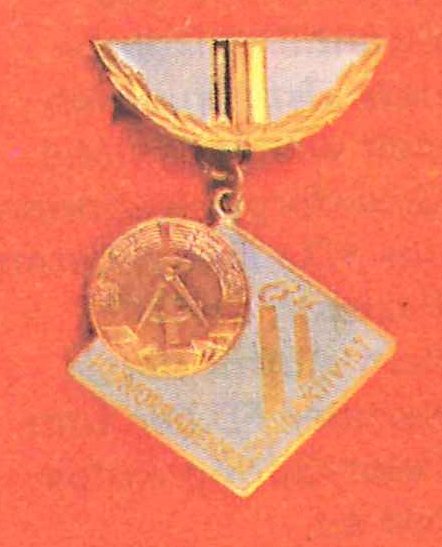
Die Medaille zum Ehrentitel in der 1. Form von 1960 bis 1962.

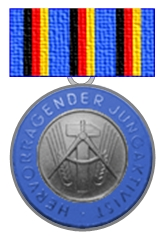
Die Medaille zum Ehrentitel in der verliehen 2. Form von 1963 bis 1990.

Hervorragender Jungaktivist war eine staatliche Auszeichnung der Deutschen Demokratischen Republik (DDR), welche von der FDJ-Führung in Form eines Ehrentitels mit Urkunde und einer tragbaren Medaille verliehen wurde.

## Beschreibung
Gestiftet wurde die Auszeichnung am 28. April 1960. Die Verleihung erfolgte an Personen bis 26 Jahren für hervorragende Leistungen im Wettbewerb und für allseitig vorbildliches Auftreten. Zunächst war die Höchsterleihungszahl auf 100, ab 1978 dann 300 Verleihungen jährlich festgelegt. Zum Ehrentitel gehörte die Medaille, eine Urkunde sowie eine Sach- oder Geldprämie. Der Ehrentitel Hervorragender Jungaktivist darf nicht mit dem Ehrentitel Jungaktivist und Aktivist der sozialistischen Arbeit verwechselt werden.

## Medaille zum Ehrentitel

### 1. Form
Das von 1960 bis 1962 verliehene Abzeichen hat die Form eines Rhombus, ist 29 mm breit und 21 mm hoch. Seine Fläche ist blau emailliert und zeigt zwei rauchende Schornsteine sowie die Umschrift: HERVORRAGENDER JUNGAKTIVIST. Links oben war das Staatswappen der DDR abgebildet. Getragen wurde die Medaille an einer halbkreisförmigen blau emaillierten Spange. Der untere Rand besteht dabei aus zwei gekreuzten Lorbeerzweigen. Mittig war ein 4,5 mm breiter schwarz-rot-goldener Mittelstreifen, ebenfalls farbig emailliert, dargestellt.

### 2. Form
Die ab 1963 verliehene zweite Form hat die Form einer versilberten Medaille mit einem Durchmesser von 30 mm. Das Avers zeigt  mittig ein silbernes Mittelmedaillon mit vertieft geprägten Hammer und Zirkel, vor zwei Ähren. Der äußere Schriftring ist hellblau gehalten und zeigt die Umschrift: HERVORRAGENDER JUNGAKTIVIST. Das Revers der Medaille zeigt die dreizeilige Inschrift: DEUTSCHE / DEMOKRATISCHE / REPUBLIK zwischen zwei kleinen sechseckigen Sternen. Getragen wurde die Medaille an der linken oberen Brustseite an hellblauen Interimspange die 25 mm breit und 11 mm hoch ist. In das Band sind drei senkrechte, je 3 mm breite schwarz-rot-goldene Streifen, je 5 mm voneinander entfernt eingewebt. Ab 1976 waren die Streifen dann 5 mm breit und 4 mm voneinander entfernt.